# لايك أي دو (أغنية)
لايك أي دو (بالإنجليزية: Like I Do)‏ هي أغنية للدي جي الفرنسي دافيد غيتا ومنتجي الموسيقى الهولنديين مارتن غاريكس وبروكس. الأغنية من تأليف تالاي رايلي وشون دوغلاس ونيك سيلي وروبرت بيرجين ومنتجوها كل من غيتا وغاركس وبروكس وجورجيو توينفورت. صدرت رسميا في في 22 فبراير 2018 من قبل What a Music ، كأغنية منفردة من ألبوم غيتا الاستوديو 7 (2018).